# Betulia (Antioquia)
Betulia è un comune della Colombia facente parte del dipartimento di Antioquia.
Il centro abitato venne fondato da Juan Bautista, Manuel María e José María Mesa Ruiz nel 1849, mentre l'istituzione del comune è del 28 gennaio 1884.